# Bulevar Saint-Germain
El bulevar Saint-Germain (en francés: boulevard Saint-Germain) es un largo bulevar que recorre tres distritos de París. Es uno de los principales ejes del barrio latino. Comienza a orillas del río Sena, en el V distrito junto al muelle Saint-Bernard, frente a la isla San Luis, sin alejarse mucho del curso del río, atraviesa el VI distrito en su totalidad para volver a unirse con el Sena en el VII distrito a la altura del muelle de Orsay. Debe su nombre a San Germán, obispo de París en el año 555.

## Historia
Este eje forma parte del plan de transformación de París durante el Segundo Imperio impulsado por el Barón Haussmann. Al igual que otros bulevares creados en la orilla derecha del río, este buscaba crear un eje este-oeste en la orilla izquierda que facilitara la comunicación con el centro de la ciudad. Fue concluido en 1877 con la finalización de su tramo central. Las obras supusieron la desaparición de otras calles más pequeñas (como la histórica calle Taranne) y muchos pequeños hoteles.
Parte de los acontecimientos vividos durante el mayo del 68 se desarrollaron en el bulevar.

## Lugares de interés
- Nº 57. Sede de la Escuela especial de obra pública. Esta gran escuela parisina se construyó en el mismo emplazamiento en el que estuvo, en 1810, la casa natal de Alfred de Musset.
- Nº 79. Sede de la librería Hachette, fundada en 1826 y que mucho más tarde se convertiría en la editorial Hachette. En 1994, el edificio fue ocupado por una entidad bancaria. En la librería se conservaba una placa que recordaba que Charles Baudelaire había nacido en ese mismo lugar en 1821.
- Nº 87. Édouard Branly vivió hasta su muerte en el edificio situado en ese número.
- Nº 142. Restaurante Vagenende, creado en 1905 bajo el nombre de restaurante Bouillon.
- Nº 143. Hotel Madison
- Nº 145. Estatua dedicada a Denis Diderot.
- Nº 166. Bar la Rhumerie, del que fue cliente habitual Antonin Artaud.
- Nº 172. Café de Flore.
- Nº 202. Guillaume Apollinaire residío en este edificio entre 1913 y el año de su muerte.
- Nº 215. Ubicación de un antiguo hotel de estilo renacentista, es la sede del Colegio de Ingenieros y fue donde se fundó la Alliance Française.
- Nº 217. Hotel de Varangeville.
- Nº 231. Sede del Ministerio de Defensa francés. El edificio fue construido entre 1876 y 1877 por Jules Bouchot.
- Nº 244. Edificio construido para el Ministerio de obras públicas por Antoine Isidore Eugène Godebœuf en 1861. En la actualidad es ocupado por algunos departamentos del Ministerio de Asuntos exteriores.
- Nº 246. Hotel de Roquelaure.
- Nº 248. Hotel de Lesdiguières.
- N° 252. Placa conmemorativa de la ciudad de París en homenaje a José Barón Carreño, en el lugar donde cayó, en la esquina del bulevar con la calle de Villersexel.